# John Swinney
John Ramsay Swinney (ur. 13 kwietnia 1964 w Edynburgu)  – szkocki polityk, członek parlamentu szkockiego, w latach 2000–2004 i od 2024 lider Szkockiej Partii Narodowej, w latach 2014–2023 zastępca pierwszego ministra, a od 8 maja 2024 pierwszy minister Szkocji.

## Życiorys
Ukończył naukę na Forrester High School i studia na Uniwersytecie Edynburskim. W 1986 uzyskał tytuł naukowy Master of Arts z nauk politycznych.
W wieku piętnastu lat wstąpił do Szkockiej Partii Narodowej. W 1986, w wieku 22 lat, wybrany najmłodszym w historii sekretarzem partii. W 1992 bez powodzenia ubiegał się o mandat do Izby Gmin, w 1997 roku wybrany do brytyjskiego parlamentu z okręgu North Tayside, uznawanego do tej pory za bastion Torysów. W 1998 został zastępcą lidera partii, a rok później został wybrany z okręgu o tej samej nazwie do Parlamentu Szkockiego, reelekcję uzyskał w 2003 i 2007. W 2011, 2016 i 2021 wybierano go ponownie z okręgu Perthshire North.
W 2000 roku obrany liderem opozycyjnej wówczas Szkockiej Partii Narodowej, uzyskał 547 głosów wobec 268 oddanych na Alexa Neila. Mimo porażki SNP w wyborach do Izby Gmin w 2001 i do Parlamentu Szkockiego w 2003, pozostał liderem partii, zdobywając we wrześniu 2003 roku 577 z 688 głosów delegatów. Jednak po kolejnej przegranej w wyborach do Parlamentu Europejskiego w 2004 roku zrezygnował z przewodzenia ugrupowaniu.
W 2005 roku został rzecznikiem partii ds. finansów w gabinecie cieni Alexa Salmonda. Po wygranej SNP w wyborach w 2007 powołano go na stanowisko sekretarza ds. finansów. 21 listopada 2014 pierwsza minister Nicola Sturgeon  mianowała Swinneya swoim zastępcą. W 2016 przeniesiony z funkcji sekretarza ds. finansów na urząd sekretarza ds. edukacji. W 2020 i 2021 przeprowadzono głosowania nad wnioskami o wotum nieufności wobec Swinneya, które nie uzyskały większości dzięki sprzeciwowi posłów Szkockiej Partii Zielonych. 18 maja 2021 odwołany ze stanowiska sekretarza ds. edukacji i mianowany sekretarzem ds. naprawy skutków COVID-19. Po dymisji Nicoli Sturgeon w marcu 2023 odszedł z funkcji rządowych.
Po rezygnacji pierwszego ministra Humzy Yousafa zapowiedział chęć wstąpienia na to stanowisko. 6 maja 2024 ponownie wybrany liderem Szkockiej Partii Narodowej, będąc jedynym kandydatem. Następnego dnia Parlament Szkocki wybrał go na urząd pierwszego ministra, zdobył 64 ze 121 głosów przy siedmiu głosach wstrzymujących się. Zaprzysiężony 8 maja 2024.

## Życie prywatne
Mieszka w okolicach Blairgowrie. Jego żoną jest reporterka telewizyjna Elizabeth Quigley, ma trójkę dzieci.